# 사칼라바족
사칼라바족(Sakalava)은 마다가스카르의 민족이다. 인구는 약 700,000명이다. 주로 마다가스카르 서부 해안에 거주하는데 마하장가 지역이나 톨리아라 북부 지역에서 살고 있다. 마다가스카르에서 5번째로 규모가 큰 민족이지만 거주 지역은 마다가스카르에 거주하는 각 민족 중에서 가장 넓다.
사칼라바족은 16세기경 서부 해안 전역을 지배하였고 노예 교역 등의 무역 이권을 잡아 번성하였으나 중앙 고원의 메리나 왕국에 밀려 쇠퇴의 길을 걸었다. 주로 소의 목축을 생업으로 삼고 있지만 농업이나 어업을 행하는 사람들도 있다.